# Shorttrack-Europameisterschaften 2009

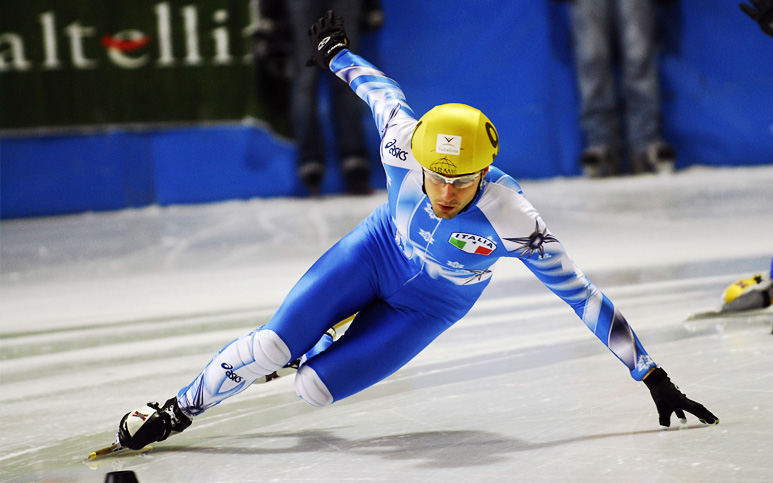
Nicola Rodigari gewann den Mehrkampf der Männer

Die Shorttrack-Europameisterschaften 2009 waren die 13. Auflage der Shorttrack-Europameisterschaften und fanden zwischen dem 16. Januar und dem 18. Januar 2009 in Turin statt. Insgesamt wurden auf dem Torino Palaghiaccio Tazzoli vier Europameistertitel vergeben, jeweils einer im Mehrkampf und in der Staffel bei Frauen und Männern. Ausrichter war die Internationale Eislaufunion (ISU).
Turin war die erste Stadt, in der bereits zum zweiten Mal die Shorttrack-Europameisterschaften stattfanden, denn schon 2005 wurden diese hier ausgetragen. Als Titelverteidiger gingen im Mehrkampf-Wettkampf der Lette Haralds Silovs und die Italienerin Arianna Fontana an den Start.
Die Europameisterschaften wurden insbesondere von zwei Athleten aus dem Gastgeberland geprägt: Die Italiener Nicola Rodigari sowie Arianna Fontana sicherten sich jeweils den Europameistertitel im Mehrkampf. Fontana gewann zusätzlich über 500 und 1000 m, Rodigari entschied den 500-m-Lauf für sich und kam auf zwei weiteren Distanzen auf das Podium. Auch in der Staffel gehörte Rodigari zum siegreichen italienischen Team, während bei den Frauen Ungarn von der Disqualifikation Italiens profitierte und siegte.

## Teilnehmende Nationen
Insgesamt nahmen 123 Athleten aus 23 Ländern an den Europameisterschaften teil, darunter 71 Männer und 52 Frauen.
| Teilnehmende Nationen (Frauen/Männer)                                                                        | Teilnehmende Nationen (Frauen/Männer)                                                       | Teilnehmende Nationen (Frauen/Männer)                                                       | Teilnehmende Nationen (Frauen/Männer)                                      |
| --- | ------------------------------------------------------------------------------------------- | ------------------------------------------------------------------------------------------- | -------------------------------------------------------------------------- |
| Belarus (2/2) Belgien (0/2) Bosnien und Herzegowina (0/1) Bulgarien (4/4) Deutschland (5/5) Frankreich (2/5) | Großbritannien (4/5) Israel (1/2) Italien (5/5) Kroatien (0/3) Lettland (1/3) Litauen (0/1) | Niederlande (5/5) Österreich (1/2) Polen (5/5) Rumänien (1/0) Russland (5/5) Schweden (1/1) | Slowakei (1/4) Slowenien (1/0) Tschechien (1/2) Ukraine (2/4) Ungarn (5/5) |

## Zeitplan
Der Zeitplan war parallel für Frauen und Männer wie folgt gestaltet.
Freitag, 16. Januar 2009
- 1500 m: Vorlauf, Halbfinale, Finale
- Staffel: Vorlauf

Samstag, 17. Januar 2009
- 500 m: Vorlauf, Viertelfinale, Halbfinale, Finale
- Staffel: Halbfinale

Sonntag, 18. Januar 2009
- 1000 m: Vorlauf, Halbfinale, Finale
- 3000 m: Superfinale
- Staffel: Finale

## Ergebnisse

### Frauen

#### Mehrkampf
- In den Spalten 500 m, 1000 m, 1500 m und 3000 m ist erst angegeben, welche Platzierung der Athlet erreichte, dahinter in Klammern, wie viele Punkte er dafür erhielt.
- Jeder Athlet, der in ein Finale gekommen ist, erhält dort für seine Platzierung Punkte, von 34 Punkten für den ersten Platz geht es bis zu einem Punkt für den achten Platz. Tritt ein Athlet nicht an (DNS), wird er disqualifiziert (DSQ) oder erreicht er nicht das Ziel (DNF), bekommt er keine Punkte für den Allround-Wettbewerb.

| Rang | Name              | Punkte | 500 m   | 1000 m  | 1500 m  | 3000 m  |
| ---- | ----------------- | ------ | ------- | ------- | ------- | ------- |
| 1.   | Arianna Fontana   | 83     | 1. (34) | 1. (34) | 3. (13) | 7. (2)  |
| 2.   | Kateřina Novotná  | 76     | 14. (0) | 4. (8)  | 1. (34) | 1. (34) |
| 3.   | Stéphanie Bouvier | 63     | 12. (0) | 2. (21) | 2. (21) | 2. (21) |
| 4.   | Ewgenija Radanowa | 34     | 2. (21) | 9. (0)  | 16. (0) | 4. (8)  |
| 5.   | Bernadett Heidum  | 26     | 17. (0) | 3. (13) | 4. (8)  | 5. (5)  |
| 6.   | Veronika Windisch | 18     | 32. (0) | 5. (0)  | 5. (5)  | 3. (13) |
| 7.   | Erika Huszár      | 14     | 3. (13) | 7. (0)  | 21. (0) | 8. (1)  |
| 8.   | Martina Valcepina | 11     | 4. (8)  | 29. (0) | 14. (0) | 6. (3)  |
| 9.   | Elise Christie    | 3      | 22. (0) | 27. (0) | 6. (3)  | DNS (0) |

Ewgenija Radanowa erhielt fünf Zusatzpunkte.

#### Einzelstrecken
500 Meter
| Rang | Name              | Zeit     |
| ---- | ----------------- | -------- |
| 1.   | Arianna Fontana   | 45,885 s |
| 2.   | Ewgenija Radanowa | 46,107 s |
| 3.   | Erika Huszár      | 46,140 s |
| 4.   | Martina Valcepina | 46,237 s |

Datum: 17. Januar 2009

1000 Meter
| Rang | Name              | Zeit         |
| ---- | ----------------- | ------------ |
| 1.   | Arianna Fontana   | 1:34,173 min |
| 2.   | Stéphanie Bouvier | 1:34,574 min |
| 3.   | Bernadett Heidum  | 1:34,761 min |
| 4.   | Kateřina Novotná  | 1:47,904 min |

Datum: 18. Januar 2009

1500 Meter
| Rang | Name              | Zeit         |
| ---- | ----------------- | ------------ |
| 1.   | Kateřina Novotná  | 2:26,503 min |
| 2.   | Stéphanie Bouvier | 2:26,553 min |
| 3.   | Arianna Fontana   | 2:26,809 min |
| 4.   | Bernadett Heidum  | 2:27,300 min |
| 5.   | Veronika Windisch | 2:27,497 min |
| 6.   | Elise Christie    | 2:30,255 min |

Datum: 16. Januar 2009

3000 Meter Superfinale
| Rang | Name              | Zeit         |
| ---- | ----------------- | ------------ |
| 1.   | Kateřina Novotná  | 5:28,252 min |
| 2.   | Stéphanie Bouvier | 5:28,516 min |
| 3.   | Veronika Windisch | 5:28,789 min |
| 4.   | Ewgenija Radanowa | 5:29,107 min |
| 5.   | Bernadett Heidum  | 5:29,203 min |
| 6.   | Martina Valcepina | 5:33,115 min |
| 7.   | Arianna Fontana   | 5:33,477 min |
| 8.   | Erika Huszár      | 5:40,533 min |

Datum: 18. Januar 2009

#### Staffel
| Rang | Name                                                                        | Zeit         |
| ---- | --------------------------------------------------------------------------- | ------------ |
| 1.   | UngarnErika Huszár Rózsa Darázs Bernadett Heidum Andrea Keszler             | 4:22,769 min |
| 2.   | DeutschlandAika Klein Susanne Rudolph Christin Priebst Bianca Walter        | 4:24,411 min |
| 3.   | NiederlandeMaaike Vos Annita van Doorn Liesbeth Mau Asam Sanne van Kerkhof  | 4:28,943 min |
|      | RusslandNina Jewtejewa Walerija Potjomkina Jekaterina Belowa Lija Stepanowa | DSQ          |
|      | ItalienArianna Fontana Cecilia Maffei Lucia Peretti Martina Valcepina       | DSQ          |

Datum: 16. bis 18. Januar 2009

### Männer

#### Mehrkampf
- In den Spalten 500 m, 1000 m, 1500 m und 3000 m ist erst angegeben, welche Platzierung der Athlet erreichte, dahinter in Klammern, wie viele Punkte er dafür erhielt.
- Jeder Athlet, der in ein Finale gekommen ist, erhält dort für seine Platzierung Punkte, von 34 Punkten für den ersten Platz geht es bis zu einem Punkt für den achten Platz. Tritt ein Athlet nicht an (DNS), wird er disqualifiziert (DSQ) oder erreicht er nicht das Ziel (DNF), bekommt er keine Punkte für den Allround-Wettbewerb.

| Rang | Name              | Punkte | 500 m   | 1000 m  | 1500 m  | 3000 m  |
| ---- | ----------------- | ------ | ------- | ------- | ------- | ------- |
| 1.   | Nicola Rodigari   | 76     | 1. (34) | 17. (0) | 2. (21) | 2. (21) |
| 2.   | Haralds Silovs    | 55     | 4. (8)  | 13. (0) | 1. (34) | 3. (13) |
| 3.   | Viktor Knoch      | 55     | 2. (21) | 3. (13) | 3. (13) | 4. (8)  |
| 4.   | Ruslan Sacharow   | 47     | 14. (0) | 4. (8)  | 13. (0) | 1. (34) |
| 5.   | Wim De Deyne      | 39     | 10. (0) | 1. (34) | 8. (0)  | 5. (5)  |
| 6.   | Yuri Confortola   | 35     | 3. (13) | 2. (21) | 15. (0) | 8. (1)  |
| 7.   | Niels Kerstholt   | 15     | 17. (0) | 5. (5)  | 4. (8)  | 7. (2)  |
| 8.   | Thibaut Fauconnet | 11     | 5. (5)  | 10. (0) | 6. (3)  | 6. (3)  |
| 9.   | Pieter Gysel      | 5      | 24. (0) | DNS (0) | 5. (5)  | DNS (0) |
| 10.  | Péter Darázs      | 3      | 6. (3)  | 30. (0) | 9. (0)  | DNS (0) |
| 11.  | Sebastian Praus   | 2      | 8. (0)  | 7. (0)  | 7. (2)  | DNS (0) |

Ruslan Sacharow erhielt fünf Zusatzpunkte.

#### Einzelstrecken
500 Meter
| Rang | Name              | Zeit         |
| ---- | ----------------- | ------------ |
| 1.   | Nicola Rodigari   | 42,254 s     |
| 2.   | Viktor Knoch      | 42,286 s     |
| 3.   | Yuri Confortola   | 42,668 s     |
| 4.   | Haralds Silovs    | 42,729 s     |
| 5.   | Thibaut Fauconnet | 52,747 s     |
| 6.   | Péter Darázs      | 1:40,902 min |

Datum: 17. Januar 2009

46 Läufer gingen beim 500-Meter-Rennen an den Start, aufgeteilt in zwölf Vorläufe mit je drei oder vier Athleten. Der Russe Semjon Jelistratow wurde in der ersten Runde disqualifiziert, mit der Folge, dass er nicht im Gesamtklassement erscheint.
Nach dem zweiten Rennen – gleichzeitig die kürzeste gelaufene Distanz – übernahm der Italiener Nicola Rodigari die Führung im Mehrkampf. Rodigari setzte sich auf den 500 Metern knapp um drei Hundertstelsekunden gegen Viktor Knoch durch; Dritter wurde mit Yuri Confortola ein weiterer Italiener. Aus deutscher Sicht verlief der Wettkampf nicht glücklich, da Paul Herrmann mit guten Chancen auf das Finale in der Vorschlussrunde stürzte und später disqualifiziert wurde. Herrmann überholte den auf Rang zwei liegenden Franzosen Thibaut Fauconnet, der den Arm ausstreckte und den Deutschen somit zu Fall brachte. Später disqualifizierte die Jury Herrmann wegen Behinderung der nachfolgenden Läufer – im Shorttrack muss jeweils der Vorbeiziehende dafür sorgen, dass beim Überholen keine anderen Athleten benachteiligt werden. Auch Sebastian Praus schied im Halbfinale aus, das keiner der Österreicher erreicht hatte.
In der zweiten Runde stürzte der Belgier Pieter Gysel (über 1500 Meter der Fünfte) schwer, riss sich an dem Schlittschuh von Wjatscheslaw Kurginjan die Hand auf und musste im Krankenhaus operiert werden. Für Gysel waren die Europameisterschaften damit vorzeitig beendet.
1000 Meter
| Rang | Name            | Zeit         |
| ---- | --------------- | ------------ |
| 1.   | Wim De Deyne    | 1:28,231 min |
| 2.   | Yuri Confortola | 1:28,405 min |
| 3.   | Viktor Knoch    | 1:28,558 min |
| 4.   | Ruslan Sacharow | 1:28,730 min |
| 5.   | Niels Kerstholt | 1:29,064 min |

Datum: 18. Januar 2009

44 Läufer gingen beim 1000-Meter-Rennen an den Start, aufgeteilt in zehn Vorläufe mit je vier oder fünf Athleten. Der Russe Semjon Jelistratow trat ebenso wie Pieter Gysel aus Belgien nicht mehr zum Wettkampf an, vier weitere Athleten wurden in der ersten Runde disqualifiziert, mit der Folge, dass sie nicht im Gesamtklassement erscheinen.
Den Wettbewerb gewann Gysels Landsmann Wim De Deyne, der zuvor aufgrund von Verletzungen einen Großteil der Saison verpasst hatte. Hinter De Deyne wurde Yuri Confortola Zweiter; somit stand wie in bisher jedem Rennen ein Italiener auf dem Podest. Erneut scheiterte mit Sebastian Praus der letzte Deutsche im Halbfinale.
1500 Meter
| Rang | Name              | Zeit         |
| ---- | ----------------- | ------------ |
| 1.   | Haralds Silovs    | 2:16,109 min |
| 2.   | Nicola Rodigari   | 2:16,190 min |
| 3.   | Viktor Knoch      | 2:16,277 min |
| 4.   | Niels Kerstholt   | 2:16,560 min |
| 5.   | Pieter Gysel      | 2:17,635 min |
| 6.   | Thibaut Fauconnet | 2:21,675 min |
| 7.   | Sebastian Praus   | 3:17,781 min |

Datum: 16. Januar 2009

44 Läufer gingen beim 1500-Meter-Rennen an den Start, aufgeteilt in acht Vorläufe mit je fünf oder sechs Athleten. Der Österreicher Matthias Stelzmüller und der Niederländer Sjinkie Knegt wurden in der ersten Runde disqualifiziert, mit der Folge, dass sie nicht im Gesamtklassement erscheinen.
Den Auftaktwettkampf der Europameisterschaft entschied der lettische Titelverteidiger Haralds Silovs für sich, hinter ihm folgten der Italiener Nicola Rodigari und der Ungar Viktor Knoch. Der einzige Deutsche, der sich überhaupt während der gesamten EM für ein Einzelfinale qualifizieren konnte, war Sebastian Praus. Der Mainzer verlor jedoch sämtliche Chancen auf eine vordere Platzierung, als er im Endlauf stürzte und mit mehr als einer Minute Rückstand den siebten und letzten Rang belegte.
3000 Meter Superfinale
| Rang | Name              | Zeit         |
| ---- | ----------------- | ------------ |
| 1.   | Ruslan Sacharow   | 5:03,183 min |
| 2.   | Nicola Rodigari   | 5:15,449 min |
| 3.   | Haralds Silovs    | 5:15,698 min |
| 4.   | Viktor Knoch      | 5:17,117 min |
| 5.   | Wim De Deyne      | 5:19,145 min |
| 6.   | Thibaut Fauconnet | 5:23,899 min |
| 7.   | Niels Kerstholt   | 5:27,794 min |
| 8.   | Yuri Confortola   | 5:34,326 min |

Datum: 18. Januar 2009

Für das 3000-Meter-Superfinale qualifizierten sich die besten acht Athleten aus den ersten drei Europameisterschaftsrennen. Italien war die einzige Nation, die mit Nicola Rodigari sowie Yuri Confortola zwei Athleten stellen konnte.
Frühzeitig setzte sich der Russe Ruslan Sacharow ab, der das Rennen am Ende mit deutlichem Vorsprung gewann. Mit dem zweiten Rang sicherte sich Nicola Rodigari den Mehrkampftitel vor Haralds Silovs, der einen Platz hinter ihm ins Ziel kam. Silovs war dadurch punktgleich mit Viktor Knoch, hatte aber aufgrund seines Sieges über die 1500-Meter-Distanz einen Vorteil, da bei Punktgleichheit das beste Einzelergebnis zählte. Sacharow verbesserte sich im Gesamtergebnis auf den vierten Rang, bester Deutscher war Sebastian Praus auf Position elf. Insgesamt waren alle vier Siege an vier unterschiedliche Shorttracker aus vier unterschiedlichen Länder gegangen.

#### Staffel
| Rang | Name                                                                           | Zeit         |
| ---- | ------------------------------------------------------------------------------ | ------------ |
| 1.   | ItalienYuri Confortola Claudio Rinaldi Nicola Rodigari Roberto Serra           | 6:56,928 min |
| 2.   | NiederlandeDaan Breeuwsma Niels Kerstholt Sjinkie Knegt Freek van der Wart     | 6:57,314 min |
| 3.   | UngarnPéter Darázs Gábor Galambos Viktor Knoch Bence Béres                     | 6:57,617 min |
| 4.   | FrankreichThibaut Fauconnet Jean-Charles Mattei Sébastien Lepape Jérémy Masson | 7:05,921 min |

Datum: 16. bis 18. Januar 2009

Elf Staffeln nahmen am Staffelwettkampf der Männer teil; diese wurden auf drei Viertelfinals mit je drei oder vier Teams verteilt. In der ersten Runde schieden außer den disqualifizierten Russen lediglich die weit abgeschlagenen Slowaken aus, während die deutsche Staffel trotz des letzten Ranges in ihrem Lauf weitergesetzt wurde. Dafür scheiterte Deutschland im Halbfinale, wo Paul Herrmanns Schlittschuhe im Laufe des Wettkampfes beschädigt wurden und die Staffel nur noch zu dritt die letzten Runden bestreiten musste.
Im Finale standen letztlich die Franzosen, die Niederländer, die Ungarn und die Italiener. Letztere gewannen den Endlauf mit einer knappen halben Sekunde Vorsprung auf die Niederlande. Nach dem Sieg im Mehrkampf gewann Nicola Rodigari so seine zweite Goldmedaille bei der Heim-Europameisterschaft.

## Medaillenspiegel
| Platz  | Land        | Gold | Silber | Bronze | Gesamt |
| ------ | ----------- | ---- | ------ | ------ | ------ |
| 1      | Italien     | 3    | –      | –      | 3      |
| 2      | Ungarn      | 1    | –      | 2      | 3      |
| 3      | Niederlande | –    | 1      | 1      | 2      |
| 4      | Deutschland | –    | 1      | –      | 1      |
| 4      | Lettland    | –    | 1      | –      | 1      |
| 4      | Tschechien  | –    | 1      | –      | 1      |
| 7      | Frankreich  | –    | –      | 1      | 1      |
| Gesamt | Gesamt      | 4    | 4      | 4      | 12     |